# Trapani Shark 2023-2024
Questa voce raccoglie le informazioni riguardanti la Trapani Shark nelle competizioni ufficiali della stagione 2023-2024.

## Verdetti stagionali
Competizioni nazionali
- Serie A2:

stagione regolare: 1ª su 12 squadre nel Girone Verde;
Play-off: Vincitore;
Supercoppa LNP: Vincitore
Coppa Italia LNP: Semifinale

## Stagione
La stagione 2023-2024 del Trapani Shark è la 18ª nel secondo campionato italiano di pallacanestro, la Serie A2.
La fine della precedente stagione agonistica coincide con l'intenzione del presidente Pietro Basciano di cedere la società a Valerio Antonini, imprenditore romano nel settore dei cereali, già presente nella città siciliana per l'acquisizione delle quote di maggioranza della squadra di calcio del Trapani. La trattativa, bene avviata, ha subito uno stop: l'imprenditore romano non convincendosi della situazione economica societaria iscrive una nuova società, il Trapani Shark, che contemporaneamente riceve la cessione del titolo sportivo sia da parte della Pallacanestro Trapani che della società Stella Azzurra Roma. 
Ad inizio stagione, la formazione siciliana conferma Daniele Parente come capo allenatore e il secondo assistente Alex Latini, aggiungendo Daniele Quilici come primo assistente.
La stagione agonistica inizia con il torneo della Supercoppa dove arriva il primo trofeo della gestione Antonini, grazie alla vittoria in finale contro Treviglio con il punteggio di 83-67.
La stagione regolare è stata caratterizzata dal nuovo record assoluto di vittorie consecutive in Serie A2 (dalla stagione 2013-14) che, con il successo interno su Treviglio, vede la formazione trapanese raggiungere la striscia vincente di quattordici vittorie consecutive. Il record verrà implementato fino a diciassette vittorie consecutive, interrotta con la sconfitta di Cividale in occasione della prima giornata della fase ad orologio.
L'intermezzo della Coppa Italia LNP vede la formazione trapanese sconfitta in semifinale dalla Fortitudo Bologna, sconfitta che determinerà l'esonero di Daniele Parente dall'incarico di capo allenatore, sostituito da Andrea Diana.
La fase ad orologio termina con la prima posizione e l'accesso ai play-off che la vedrà superare Piacenza nei quarti di finale, Verona nella semifinale e la Fortitudo Bologna in finale, aggiudicandosi la promozione in Serie A ed il titolo di Campione d'Italia dilettanti

## Divise di gioco
Il fornitore ufficiale di materiale tecnico per la stagione 2023-2024 è Macron.
| Casa | Trasferta |

## Organigramma societario
Aggiornato al 21 agosto 2023.
Area dirigenziale
- Presidente: Valerio Antonini
- General Manager: Julio Trovato
- Direttore sportivo: Valeriano D'Orta
- Segretario generale: Dario Gentile
- Team Manager: Marco Augugliaro
- Direttore Esecutivo: Pietro Gervasi
- Responsabile comunicazione: Bruno Conforti
- Addetto agli arbitri: Enrico Sabetta

Area tecnica
- Allenatore: Andrea Diana (dal 18 marzo 2024)
Daniele Parente (fino al 17 marzo 2024)
- Assistente: Daniele Quilici
- Assistente: Alex Latini
- Addetto statistiche: Alex Latini
- Preparatore atletico: Salvatore Sorrentino
- Responsabile Area Sanitaria: Claudio Fici
- Medico sociale: Salvo De Caro e Francesco Saluto
- Fisioterapista: Marco Madau e Simone Di Vita
- Responsabile settore giovanile: Alex Latini

## Roster
Aggiornato al 2 aprile 2024
| Trapani Shark 2023-24 | Trapani Shark 2023-24 |
| Giocatori             | Staff tecnico         |
| --------------------- | --------------------- |

| N. | Naz.                                                | Ruolo | Nome                | Anno | Alt.   | Peso   |  |
| -- | --------------------------------------------------- | ----- | ------------------- | ---- | ------ | ------ |  |
| 0  | Italia (bandiera)                                   | PG    | Salvatore Tumminia  | 2007 | 190 cm | 90 kg  |  |
| 1  | Stati Uniti (bandiera)                              | G     | JD Notae            | 1998 | 188 cm | 86 kg  |  |
| 2  | Stati Uniti (bandiera)                              | C     | Chris Horton        | 1994 | 203 cm | 102 kg |  |
| 3  | Italia (bandiera) · Bosnia ed Erzegovina (bandiera) | AG    | Amar Alibegović     | 1995 | 206 cm | 109 kg |  |
| 5  | Italia (bandiera)                                   | C     | Andrea Renzi        | 1989 | 206 cm | 110 kg |  |
| 7  | Italia (bandiera)                                   | PG    | Matteo Imbrò        | 1994 | 192 cm | 90 kg  |  |
| 9  | Italia (bandiera)                                   | GA    | Fabio Mian          | 1992 | 196 cm | 88 kg  |  |
| 10 | Italia (bandiera) · Venezuela (bandiera)            | GA    | Fabrizio Pugliatti  | 2004 | 200 cm | 85 kg  |  |
| 16 | Serbia (bandiera)                                   | G     | Veljko Dancetovic   | 2004 | 193 cm | 90 kg  |  |
| 18 | Italia (bandiera)                                   | AP    | Marco Mollura (C)   | 1993 | 196 cm | 90 kg  |  |
| 21 | Italia (bandiera) · Costa d'Avorio (bandiera)       | AC    | Joseph Mobio        | 1998 | 199 cm | 94 kg  |  |
| 22 | Italia (bandiera)                                   | PG    | Stefano Gentile     | 1989 | 191 cm | 90 kg  |  |
| 23 | Italia (bandiera)                                   | GA    | Pierpaolo Marini    | 1993 | 193 cm | 87 kg  |  |
| 30 | Italia (bandiera) · Rep. Dominicana (bandiera)      | P     | Yancarlos Rodríguez | 1994 | 186 cm | 90 kg  |  |
| 55 | Italia (bandiera) · Albania (bandiera)              | AC    | Rei Pullazi         | 1993 | 203 cm | 100 kg |  |

| Allenatore                                                                              |
| Andrea Diana                                                                            |
| Assistente/i                                                                            |
| Daniele Quilici Alex Latini Legenda - (C) Capitano - (IN) Inattivo - Infortunato Roster |

| Pos. | Quintetto       | Sec. Quintetto   | Panchina            | Riserve            |
| ---- | --------------- | ---------------- | ------------------- | ------------------ |
| P    | Matteo Imbrò    | Stefano Gentile  | Yancarlos Rodríguez | Salvatore Tumminia |
| G    | JD Notae        | Pierpaolo Marini |                     | Veljko Dancetovic  |
| AP   | Fabio Mian      | Marco Mollura    |                     | Fabrizio Pugliatti |
| AG   | Amar Alibegović | Joseph Mobio     |                     |                    |
| C    | Chris Horton    | Rei Pullazi      | Andrea Renzi        |                    |

## Mercato

### Sessione estiva
| Arrivi | Arrivi              | Arrivi              | Arrivi     |
| R      | Nome                | da                  | Modalità   |
| ------ | ------------------- | ------------------- | ---------- |
| P      | Yancarlos Rodríguez | Latina Basket       | Definitivo |
| P/G    | Matteo Imbrò        | Fortitudo Agrigento | Definitivo |
| G      | JD Notae            | Aris Salonicco      | Definitivo |
| G/AP   | Pierpaolo Marini    | Blu Treviglio       | Definitivo |
| G/AP   | Fabio Mian          | Scafati Basket      | Definitivo |
| A      | Joseph Mobio        | Vanoli Cremona      | Definitivo |
| AC     | Rei Pullazi         | Urania Milano       | Definitivo |
| C      | Jarvis Williams     | Rytas Vilnius       | Definitivo |
| C      | Chris Horton        | Lokomotiv Kuban'    | Definitivo |
| G/AP   | Fabrizio Pugliatti  | Stella Azzurra      | Definitivo |
| A/C    | Kevin Cusenza       | A. Costa Imola      | Aggregato  |

| Partenze | Partenze          | Partenze           | Partenze       |
| R        | Nome              | a                  | Modalità       |
| -------- | ----------------- | ------------------ | -------------- |
| P        | Federico Massone  | Scaligera Verona   | Definitivo     |
| AP       | Vincenzo Guaiana  | Pall. Roseto       | Definitivo     |
| G        | Marco Rupil       | Loreto Pesaro      | Definitivo     |
| G        | Gabriele Romeo    | Latina Basket      | Definitivo     |
| C        | Kiryl Tsetserukou | Pall. Crema        | Definitivo     |
| A        | Martin Kovachev   | CUS Jonico Taranto | Fine contratto |
| A        | Steven Davis      | Svincolato         | Fine contratto |
| C        | Jarvis Williams   | Svincolato         | Rescissione    |
| A/C      | Kevin Cusenza     | Svincolato         | Fine contratto |

### Operazioni esterne alla sessione
| Arrivi | Arrivi          | Arrivi            | Arrivi     |
| R      | Nome            | da                | Modalità   |
| ------ | --------------- | ----------------- | ---------- |
| P/G    | Stefano Gentile | Dinamo Sassari    | Definitivo |
| A      | Amar Alibegović | Çağdaş Bodrumspor | Definitivo |

| Partenze | Partenze | Partenze | Partenze |
| R        | Nome     | a        | Modalità |
| -------- | -------- | -------- | -------- |
|          |          |          |          |

## Risultati

### Campionato

#### Girone di andata
| Arbitri: | Ursi (Livorno) Marzulli (Pisa) Picchi (Ferentino) |

|                      |            |                 |
| Wideman, Bertetti 19 | Punti      | 26 Notae        |
| Bertetti 7           | Assist     | 4 Imbrò, Marini |
| Battistini 12        | Rimbalzi   | 8 Pullazi       |
| Lorenzo Pansa        | Allenatori | Daniele Parente |

| Arbitri: | Tirozzi (Bologna) Pecorella (Trani) Marzo (Lecce) |

|                 |            |                        |
| Notae 31        | Punti      | 26 Kelly               |
| Rodríguez 4     | Assist     | 6 Castellino           |
| Mollura 8       | Rimbalzi   | 7 Calzavara, Martinoni |
| Daniele Parente | Allenatori | Fabio Di Bella         |

| Arbitri: | Miniati (San Giovanni Valdarno) Attard (Firenze) Tallon (Bologna) |

|              |            |                   |
| Piunti 20    | Punti      | 31 Notae          |
| Amato 7      | Assist     | 5 Mobio           |
| Piunti 10    | Rimbalzi   | 7 Mollura, Horton |
| Davide Villa | Allenatori | Daniele Parente   |

| Arbitri: | Nuara (Treviso) Morassutti (Sassari) Spessot (Romans d'Isonzo) |

|                 |            |            |
| Marini 15       | Punti      | 23 Musso   |
| Rodríguez 8     | Assist     | 6 Medford  |
| Marini 8        | Rimbalzi   | 6 Tortù    |
| Daniele Parente | Allenatori | Luca Bechi |

| Arbitri: | Dionisi (Fabriano) Pellicani (Ronchi dei Legionari) Ferretti (Nereto) |

|                           |            |                     |
| Horton 20                 | Punti      | 19 Hickey           |
| Notae, Imbrò, Rodríguez 5 | Assist     | 6 Hickey, Bucarelli |
| Horton 8                  | Rimbalzi   | 9 Burns             |
| Daniele Parente           | Allenatori | Devis Cagnardi      |

| Arbitri: | Radaelli (Porto Empedocle) Tarascio (Priolo Gargallo) Praticò (Reggio di Calabria) |

|                   |            |                 |
| Alipiev 16        | Punti      | 21 Imbrò        |
| Romeo 6           | Assist     | 6 Mian, Marini  |
| Moretti 6         | Rimbalzi   | 8 Horton        |
| Giuseppe Di Manno | Allenatori | Daniele Parente |

| Arbitri: | Rudellat (Nuoro) D'Amato (Tivoli) Doronin (Perugia) |

|                 |            |                |
| Notae 23        | Punti      | 15 Polakovich  |
| Imbrò 7         | Assist     | 6 Chiarastella |
| Horton 8        | Rimbalzi   | 9 Polakovich   |
| Daniele Parente | Allenatori | Damiano Pilot  |

| Arbitri: | Gagliardi (Anagni) Masi (Firenze) Puccini (Genova) |

|                      |            |                 |
| Harris, Guariglia 18 | Punti      | 21 Notae        |
| Vitali 10            | Assist     | 7 Notae         |
| Pacher 11            | Rimbalzi   | 9 Horton        |
| Alessandro Finelli   | Allenatori | Daniele Parente |

| Arbitri: | Ursi (Livorno) Cassina (Desio) Yang Yao (Vigasio) |

|                 |            |              |
| Horton 19       | Punti      | 23 Thomas    |
| Horton 7        | Assist     | 5 Vencato    |
| Horton 10       | Rimbalzi   | 9 Thomas     |
| Daniele Parente | Allenatori | Franco Ciani |

| Arbitri: | Foti (Bareggio) Giovannetti (Rivoli) Berlangieri (Trezzano sul Naviglio) |

|                 |            |                 |
| Cucci 24        | Punti      | 30 Notae        |
| Pasqualin 8     | Assist     | 4 Horton        |
| Salvioni 9      | Rimbalzi   | 8 Horton        |
| Andrea Paccariè | Allenatori | Daniele Quilici |

| Arbitri: | Miniati (San Giovanni Valdarno) Costa (Livorno) Di Martino (Santa Maria la Carità) |

|                 |            |                  |
| Mobio 21        | Punti      | 16 Hogue         |
| Notae 6         | Assist     | 4 Spanghero      |
| Horton 8        | Rimbalzi   | 7 Spanghero      |
| Daniele Parente | Allenatori | Alessandro Rossi |

#### Girone di ritorno
| Arbitri: | Salustri (Roma) Centonza (Grottammare) Attard (Priolo Gargallo) |

|                 |            |                      |
| Renzi 12        | Punti      | 11 Smith, Battistini |
| Rodríguez 6     | Assist     | 3 Bertetti           |
| Horton 6        | Rimbalzi   | 7 Battistini         |
| Daniele Parente | Allenatori | Lorenzo Pansa        |

| Arbitri: | Radaelli (Porto Empedocle) Cappello (Porto Empedocle) Giunta (Ragusa) |

|                |            |                 |
| Pepper 19      | Punti      | 13 Notae        |
| Calzavara 3    | Assist     | 3 Notae, Imbrò  |
| Martinoni 9    | Rimbalzi   | 14 Horton       |
| Fabio Di Bella | Allenatori | Daniele Parente |

| Arbitri: | Maschio (Firenze) Ferretti (Nereto) Grappasonno (Lanciano) |

|                 |            |              |
| Horton 18       | Punti      | 19 Montano   |
| Notae, Marini 5 | Assist     | 5 Amato      |
| Horton 9        | Rimbalzi   | 6 Severini   |
| Daniele Parente | Allenatori | Davide Villa |

| Arbitri: | Rudelat (Nuoro) Moretti (Marsciano) Doronin (Perugia) |

|            |            |                 |
| Cotton 24  | Punti      | 16 Horton       |
| Medford 6  | Assist     | 5 Marini        |
| Vincini 11 | Rimbalzi   | 8 Horton        |
| Luca Bechi | Allenatori | Daniele Parente |

| Arbitri: | Vita (Ancona) Boscolo Nale (Chioggia) Nuara (Treviso) |

|                |            |                         |
| Baldi Rossi 18 | Punti      | 16 Notae, Imbrò         |
| Hickey 5       | Assist     | 3 Notae, Marini, Horton |
| Young 10       | Rimbalzi   | 9 Horton                |
| Devis Cagnardi | Allenatori | Daniele Parente         |

| Arbitri: | Tirozzi (Bologna) Picchi (Ferentino) Spessot (Romans d'Isonzo) |

|                 |            |                    |
| Notae 19        | Punti      | 17 Moretti         |
| Notae 6         | Assist     | 7 Mayfield         |
| Horton 14       | Rimbalzi   | 6 Moretti, Alipiev |
| Daniele Parente | Allenatori | Giancarlo Sacco    |

| Arbitri: | De Biase (Treviso) Morassutti (Gradisca d'Isonzo) Berlangieri (Trezzano sul Naviglio) |

|                                           |            |                 |
| Sperduto 21                               | Punti      | 29 Notae        |
| Meluzzi, Ambrosin, Morici, Chiarastella 3 | Assist     | 5 Imbrò         |
| Polakovich 8                              | Rimbalzi   | 10 Horton       |
| Marco Calvani                             | Allenatori | Daniele Parente |

| Arbitri: | Maschio (Firenze) Attard (Firenze) Costa (Livorno) |

|                 |            |                    |
| Notae 19        | Punti      | 18 Pacher          |
| Marini 7        | Assist     | 7 Harris           |
| Notae 10        | Rimbalzi   | 7 Pacher           |
| Daniele Parente | Allenatori | Alessandro Finelli |

| Arbitri: | Dionisi (Fabriano) Salustri (Roma) Pellicani (Ronchi dei Legionari) |

|              |            |                 |
| De Vico 20   | Punti      | 21 Horton       |
| Vencato 12   | Assist     | 5 Imbrò         |
| Thomas 9     | Rimbalzi   | 11 Horton       |
| Franco Ciani | Allenatori | Daniele Parente |

| Arbitri: | Puccini (Genova) Giunta (Ragusa) Cassinadri (Bibbiano) |

|                 |            |                 |
| Horton 17       | Punti      | 23 Sabin        |
| Notae 7         | Assist     | 7 Pasqualin     |
| Horton 13       | Rimbalzi   | 9 Cucci         |
| Daniele Parente | Allenatori | Andrea Paccariè |

| Arbitri: | Martellosio (Milano) Perocco (Ponzano Veneto) Lupelli (Aprilia) |

|                  |            |                 |
| Johnson 26       | Punti      | 16 Marini       |
| Johnson 7        | Assist     | 4 Mobio         |
| Hogue 10         | Rimbalzi   | 8 Mobio, Marini |
| Alessandro Rossi | Allenatori | Daniele Parente |

#### Seconda fase - fase ad orologio
| Arbitri: | Bartoli (Trieste) Bonotto (Ravenna) Calella (Bologna) |

|                     |            |                     |
| Lamb 21             | Punti      | 14 Mian, Mobio      |
| Redivo, Rota 4      | Assist     | 4 Marini, Rodríguez |
| Dell'agnello 8      | Rimbalzi   | 11 Horton           |
| Stefano Pillastrini | Allenatori | Daniele Parente     |

| Arbitri: | Vita (Ancona) Marzulli (Pisa) Chersicla (Oggiono) |

|                 |            |                    |
| Notae 16        | Punti      | 26 DeVoe           |
| Horton 4        | Assist     | 7 Penna            |
| Horton 7        | Rimbalzi   | 6 Murphy           |
| Daniele Parente | Allenatori | Alessandro Ramagli |

| Arbitri: | Ferretti (Nereto) Cappello (Porto Empedocle) Marzo (Lecce) |

|                |            |                      |
| Mitchell 22    | Punti      | 17 Notae, Alibegović |
| Delfino 4      | Assist     | 7 Gentile            |
| Bruttini 7     | Rimbalzi   | 6 Gentile            |
| Matteo Mecacci | Allenatori | Andrea Diana         |

| Arbitri: | Maschio (Firenze) Nuara (Treviso) Picchi (Ferentino) |

|                 |            |                 |
| Mian 15         | Punti      | 14 Gallo        |
| Marini 6        | Assist     | 4 Gallo, Skeens |
| Mobio 8         | Rimbalzi   | 9 Skeens        |
| Daniele Parente | Allenatori | Stefano Salieri |

| Arbitri: | Puccini (Genova) Grappasonno (Lanciano) Mottola (Taranto) |

|               |            |                        |
| Basile 26     | Punti      | 29 Horton              |
| Jorgensen 6   | Assist     | 3 Notae, Imbrò, Marini |
| Basile 7      | Rimbalzi   | 14 Horton              |
| Andrea Zanchi | Allenatori | Daniele Parente        |

| Arbitri: | Ursi (Livorno) Barbiero (Milano) Attard (Priolo Gargallo) |

|              |            |                      |
| Horton 18    | Punti      | 14 Alibegović        |
| Rodríguez 7  | Assist     | 3 Alibegović, Caroti |
| Horton 14    | Rimbalzi   | 7 Ikangi             |
| Andrea Diana | Allenatori | Adriano Vertemati    |

| Arbitri: | Dionisi (Fabriano) Pellicani (Ronchi dei Legionari) Berlangieri (Trezzano sul Naviglio) |

|               |            |                     |
| Smith 35      | Punti      | 25 Horton           |
| Parravicini 3 | Assist     | 4 Horton, Rodríguez |
| Ferrara 8     | Rimbalzi   | 22 Horton           |
| Luca Dalmonte | Allenatori | Andrea Diana        |

| Arbitri: | Caforio (Brindisi) Foti (Bareggio) Bertuccioli (Pesaro) |

|              |            |                  |
| Notae 20     | Punti      | 19 Candussi      |
| Gentile 6    | Assist     | 4 Ruzzier        |
| Alibegović 7 | Rimbalzi   | 10 Candussi      |
| Andrea Diana | Allenatori | Jamion Christian |

| Arbitri: | Bartoli (Trieste) Almerigogna (Trieste) Spessot (Romans d'Isonzo) |

|                      |            |              |
| Jerkovic 21          | Punti      | 17 Horton    |
| Tilghman 4           | Assist     | 4 Rodríguez  |
| Tilghman, Visintin 5 | Rimbalzi   | 9 Horton     |
| Giovanni Bassi       | Allenatori | Andrea Diana |

| Arbitri: | Vita (Ancona) Costa (Livorno) Attard (Firenze) |

|              |            |              |
| Notae 22     | Punti      | 15 Ogden     |
| Imbrò 6      | Assist     | 9 Fantinelli |
| Horton 9     | Rimbalzi   | 11 Freeman   |
| Andrea Diana | Allenatori | Attilio Caja |

### Play-off
I Play-off si giocano al meglio delle cinque partite. La squadra con il miglior piazzamento in classifica al termine della stagione regolare gioca in casa gara-1, gara-2 e la eventuale gara-5.

#### Quarti di finale - Tabellone Argento
| Arbitri: | Radaelli (Rho) Masi (Firenze) Coraggio (Sora) |

|              |            |                 |
| Mobio 20     | Punti      | 15 Veronesi     |
| Marini 6     | Assist     | 8 Sabatini      |
| Horton 10    | Rimbalzi   | 8 Skeens        |
| Andrea Diana | Allenatori | Stefano Salieri |

| Arbitri: | Bartoli (Trieste) Attard (Priolo Gargallo) Puccini (Genova) |

|              |            |                 |
| Horton 16    | Punti      | 16 Veronesi     |
| Gentile 5    | Assist     | 4 Sabatini      |
| Horton 14    | Rimbalzi   | 14 Skeens       |
| Andrea Diana | Allenatori | Stefano Salieri |

| Arbitri: | Nuara (Treviso) Roiaz (Muggia) Bonotto (Ravenna) |

|                 |            |                    |
| Veronesi 30     | Punti      | 15 Horton, Mollura |
| Sabatini 5      | Assist     | 6 Gentile          |
| Serpilli 8      | Rimbalzi   | 10 Horton          |
| Stefano Salieri | Allenatori | Andrea Diana       |

| Arbitri: | Maschio (Firenze) Perocco (Ponzano Veneto) Chersicla (Oggiono) |

|                 |            |                |
| Veronesi 16     | Punti      | 22 Alibegović  |
| Sabatini 8      | Assist     | 5 Imbrò, Notae |
| Serpilli 7      | Rimbalzi   | 13 Horton      |
| Stefano Salieri | Allenatori | Andrea Diana   |

- Esito:

Trapani  vince la serie per 3 a 1

#### Semifinali - Tabellone Argento
| Arbitri: | Miniati (San Giovanni Valdarno) Costa (Livorno) Attard (Firenze) |

|                 |            |                                |
| Notae 23        | Punti      | 25 DeVoe                       |
| Imbrò, Horton 4 | Assist     | 2 Stefanelli, Murphy, Gazzotti |
| Horton 11       | Rimbalzi   | 6 DeVoe, Murphy, Esposito      |
| Andrea Diana    | Allenatori | Alessandro Ramagli             |

| Arbitri: | Vita (Ancona) Barbiero (Milano) Moretti (Marsciano) |

|                 |            |                    |
| Notae 21        | Punti      | 19 DeVoe           |
| Notae, Marini 4 | Assist     | 4 DeVoe, Esposito  |
| Horton 15       | Rimbalzi   | 7 Murphy           |
| Andrea Diana    | Allenatori | Alessandro Ramagli |

| Arbitri: | Boscolo Nale (Chioggia) De Biase (Treviso) Wassermann (Trieste) |

|                     |            |                 |
| Buva 17             | Punti      | 27 Alibegović   |
| Penna, Stefanelli 4 | Assist     | 4 Notae, Horton |
| Buva 7              | Rimbalzi   | 11 Horton       |
| Alessandro Ramagli  | Allenatori | Andrea Diana    |

- Esito:

Trapani  vince la serie per 3 a 0

#### Finali - Tabellone Argento
| Arbitri: | Maschio (Firenze) Ursi (Livorno) Marzulli (Pisa) |

|              |            |              |
| Notae 39     | Punti      | 18 Ogden     |
| Gentile 5    | Assist     | 4 Bolpin     |
| Horton 7     | Rimbalzi   | 9 Ogden      |
| Andrea Diana | Allenatori | Attilio Caja |

| Arbitri: | Bartoli (Trieste) Cassina (Desio) Giovannetti (Rivoli) |

|              |            |              |
| Notae 19     | Punti      | 19 Freeman   |
| Gentile 7    | Assist     | 9 Fantinelli |
| Horton 12    | Rimbalzi   | 10 Freeman   |
| Andrea Diana | Allenatori | Attilio Caja |

| Arbitri: | Boscolo Nale (Chioggia) Wassermann (Trieste) De Biase (Treviso) |

|              |            |               |
| Bolpin 24    | Punti      | 15 Alibegović |
| Fantinelli 9 | Assist     | 4 Imbrò       |
| Ogden 9      | Rimbalzi   | 13 Horton     |
| Attilio Caja | Allenatori | Andrea Diana  |

| Arbitri: | Dionisi (Fabriano) Pellicani (Ronchi dei Legionari) Foti (Bareggio) |

|              |            |               |
| Conti 20     | Punti      | 25 Alibegović |
| Fantinelli 6 | Assist     | 4 Notae       |
| Freeman 11   | Rimbalzi   | 10 Horton     |
| Attilio Caja | Allenatori | Andrea Diana  |

- Esito:

Trapani  vince la serie per 3 a 1

### Supercoppa LNP

#### Fase a gironi
| Lecce 12 settembre 2023, ore 20:30 2ª giornata - Girone G                                                                            | Nardò Basket | 66 – 86 (19-24; 30-47; 44-71) referto | Trapani Shark | Palasport San Giuseppe da Copertino (~ spett.) |
| Smith 15 Punti 28 Notae Stewart 4 Assist 3 Rodríguez , Imbrò Iannuzzi 7 Rimbalzi 9 Notae Gennaro Di Carlo Allenatori Daniele Parente |              |                                       |               |                                                |
| |              |                                       |               |                                                |
| Smith 15 | Punti        | 28 Notae                              |               |                                                |
| Stewart 4 | Assist       | 3 Rodríguez, Imbrò                    |               |                                                |
| Iannuzzi 7 | Rimbalzi     | 9 Notae                               |               |                                                |
| Gennaro Di Carlo | Allenatori   | Daniele Parente                       |               |                                                |

| Arbitri: | Cappello (Porto Empedocle) Radaelli (Rho) Praticò (Reggio Calabria) |

|                        |            |                 |
| Ambrosin 26            | Punti      | 18 Notae        |
| Cohill, Chiarastella 4 | Assist     | 2 Notae, Imbrò  |
| Polakovich 12          | Rimbalzi   | 9 Mobio         |
| Damiano Pilot          | Allenatori | Daniele Parente |

#### Classifica Girone G
| Pos | Squadra             | G | V | P | PF  | PS  | DP  | Pt | Qualificazione |
| --- | ------------------- | - | - | - | --- | --- | --- | -- | -------------- |
| 1   | Trapani Shark       | 2 | 1 | 1 | 158 | 145 | +13 | 2  | Qualificata    |
| 2   | Fortitudo Agrigento | 2 | 1 | 1 | 136 | 136 | 0   | 2  |                |
| 3   | Nardò Basket        | 2 | 1 | 1 | 130 | 143 | −13 | 2  |                |

#### Fase a eliminazione diretta
| Trieste 19 settembre 2023, ore 20:30 Quarti di finale                                                                            | Pall. Trieste | 81 – 94 (27-29; 49-54; 68-72) referto | Trapani Shark | PalaTrieste (~ spett.) |
| Brooks 22 Punti 27 Notae Brooks 7 Assist 4 Mobio , Imbrò Reyes 11 Rimbalzi 7 Pullazi Jamion Christian Allenatori Daniele Parente |               |                                       |               |                        |
| |               |                                       |               |                        |
| Brooks 22 | Punti         | 27 Notae                              |               |                        |
| Brooks 7 | Assist        | 4 Mobio, Imbrò                        |               |                        |
| Reyes 11 | Rimbalzi      | 7 Pullazi                             |               |                        |
| Jamion Christian | Allenatori    | Daniele Parente                       |               |                        |

| Arbitri: | Lo Guzzo (Pisa) Galasso (Siena) Valleriani (Ferentino) |

|                 |            |                    |
| Notae 21        | Punti      | 15 DeVoe           |
| Notae 6         | Assist     | 4 Stefanelli       |
| Marini, Mobio 5 | Rimbalzi   | 9 Murphy           |
| Daniele Parente | Allenatori | Alessandro Ramagli |

| Arbitri: | Lo Guzzo (Pisa) Rossi (Anghiari) Galasso (Siena) |

|                    |            |                      |
| Pullazi 15         | Punti      | 16 Pacher, Guariglia |
| Imbrò, Rodríguez 4 | Assist     | 6 Vitali             |
| Mobio 11           | Rimbalzi   | 7 Pacher             |
| Daniele Parente    | Allenatori | Alessandro Finelli   |

### Coppa Italia LNP

#### Semifinale
| Arbitri: | Gianluca Gagliardi (Anagni) Alessio Dionisi (Fabriano) Duccio Maschio (Firenze) |

|                 |            |              |
| Horton 12       | Punti      | 24 Ogden     |
| Notae 2         | Assist     | 9 Fantinelli |
| Horton 9        | Rimbalzi   | 7 Ogden      |
| Daniele Parente | Allenatori | Attilio Caja |